# 大橡树龙
大橡树龙（学名："Dryosaurus" grandis）是一种无效的似鸟龙类，化石发现于马里兰州的阿隆德组。

## 分类
理查德·斯万·卢尔为来自阿隆德组的腿骨碎片建立种名大橡树龙（Dryosaurus grandis），化石包括趾骨和距骨，它们以前被划为兽脚类异特龙属的一个物种，间型异特龙（"Allosaurus" medius Marsh, 1888）。查尔斯·吉尔摩（1920年）将大橡树龙归入似鸟龙属，这使得卢尔的名字再次被大似鸟龙（Ornithomimus grandis Marsh, 1890）所占据，并要求改名为近缘似鸟龙（Ornithomimus affinis）。然而，大橡树龙的正模标本来自蒙大拿州的鹰砂岩，被认为已经丢失，因此吉尔摩的行为是不必要的。马修和布朗（1922年）将它分配给空骨龙属，并改名为近缘空骨龙（Coelosaurus. affinis）。
在1972年对北美似鸟龙类的评估中，戴尔·罗素（1972年）注意到它类似于亚洲的古似鸟龙，具有弯曲的足爪，因此将其改为近缘古似鸟龙（Archaeornithomimus affinis）。史密斯和加尔东（1990年）声称，阿隆德组分类群的分类不能超出兽脚类的范围。然而，切斯·布朗斯坦2016年的一篇论文证实了吉尔摩将“大橡树龙”分配给似鸟龙类的决定是正确的，并指出阿隆德组材料与似金娜里龙和内德科尔伯特龙在脚部特征上的相似性。